# Земляци
Вижте пояснителната страница за други значения на Земляци.
„Земляци“ е повест на българския писател Йордан Йовков, публикувана за пръв път през 1915 г. в списание „Демократически преглед“. Състои се от 11 части. От първа до осма част се говори за битовото ежедневие на войниците. В девета част – за войната. В 10 част – сражението. И най-накрая 11 част – епилог.

## Сюжет
Внимание:  Текстът по-долу разкрива сюжета на произведението (или части от него)!
Полкът на лагера от две-три седмици се е установил в долина, няколко километра от брега на Мраморно море. Наблизо са развалините на изгорялото село Ашака-Ени-Севендекли, от който войниците са събрали материал за употреба на лагера и окопите. Само две къщи са оцелели в селото и в тях е щабът на полка. Скоро лагерът е затрупан от сняг. На северния край на лагера, горе на хълма, са землянките на седма рота. В нея участва известния на целия полк ефрейтор Стоил Първанов, който живее в една землянка заедно с Никола, Димитър и Илия – всички родом от село Брешлян. Четиримата се неразделни приятели.
Пролетта почва да настъпва и снеговете се топят. Фелдфебелът Буцов заповядва в неделя да се отслужи литургия и панихида за починалите. Службата се провежда на мегдана в селото, водена от поп Върбан. В обреда взимат участие предимно войници и техните генерали. Стоил се включва в пеенето на ирмоса, заедно с още един. След дългата служба речи изнасят свещеника и полковникът. Един ден Ананий хваща костенурка, от която прави супа и полка се събира на обяд. Димитър отказва да вкуси от манджата, но Никола го накарва насила. След яденето войниците играят на карти. Надвечер се устройва хоро, в което Ананий и Никола мерят сили.
Идва пролетта. Войниците очакват настъпването на бойните действия. Стоил става по-мълчалив и религиозен. Една неделя четиримата земляци са посетени от Делчо, техен съселянин. Всички в лагера харесват новодошлият. Никола се шегува с Делчо за неговата възлюбена Неша. Стоил получава вести за Брешлян от младия войник. Петимата са проверени от ротния подпоручик Варенов, който успокоява войниците, че войната скоро ще свърши. В този момент бие тревога и полкът се стяга за битка. Делчо се качва на белия си кон Кардам и заминава в своето ротно поделение.
Войниците са откарани вечерта на бойното поле, пълно с ранени и огласяно от изстрели. Седма ротата е водена от подпоручик Варенов. Ординарци са Ананий и Стоил. Бойната група се устремяват към хълм, около който вият бели облаци и прелитат шрапнели. Дълги вериги от войници се точат по хълмовете и се губят в гъсти гори. Из синкавия дим се лутат хора, които Димитър и Никола установяват, че са ранени бойци. Буцов мисли, че отстъпват, но Варонов бързо скастря уплашения ротник. Около войниците започват да хвърчат гранати, които скоро взимат жертви. До сутринта случаите на ранени зачестяват, сред тях е и Буцов. Седма рота прехвърля хребета, зад който се водят ожесточени борби. Варенов е ранен смъртоносно. Стоил, също засегнат сериозно от шрапнел, взима на гръб ранения взводен и започва да търси помощ. Ординареца е прострелян в гръб. Двамата падат мъртви.
В първите дни на април из лагерите се разнася новината за примирие. Димитър и Делчо отиват в полка, разположен в село Елбасан. Двамата, заедно с Никола и Илия, посещават общите гробища, в които са погребани всички жертви на войната.
| Име               | Описание |
| ----------------- | --- |
| Стоил             | Не е мъжествен. Поне не толкова, колкото предполага ръстът му:„Стоил е наистина много висок и едър, но няма тая внушителна и мъжествена фигура, каквато имат обикновено твърде снажните хора.“                                                          |
| Никола            | Своеобразен контрапункт на Стоил. Както Йовков пише за героя, той е-„весел, приказлив и малко ексцентричен човек“, „прочут ловец, затова смята войната като своя стара професия. Той е здрав, снажен, червендалест, има внушителна и войнствена фигура“ |
| Димитър           | |
| Илия-барабанчикът | |